# رشيد تشيدي جومبو
رشيد تشيدي جومبو (بالإنجليزية: Rashid Chidi Gumbo)‏ هو لاعب كرة قدم تنزاني في مركز الوسط، ولد في 14 أكتوبر 1988 في دار السلام في تنزانيا. شارك مع منتخب تنزانيا لكرة القدم. أما مع النوادي، فقد لعب مع نادي سيمبا ويانغ أفريكانز.

## وصلات خارجية
- رشيد تشيدي جومبو على موقع قاعدة بيانات كرة القدم.إي يو (الإنجليزية)
- رشيد تشيدي جومبو على موقع ناشيونال فوتبول تيمز (الإنجليزية)